# موسی سیاه
موسی سیاه (۳۳۲–۴۰۸ پس از میلاد) (به قبطی: abba Mouch)، که همچنین با عنوان قدیّس قدرتمند موسی سیاه نیز شناخته می‌شود، یک قدیس مسیحی زاهد و راهب قبطی مصری بود که در میان قرون چهارم و پنجم میلادی زندگی می‌کرد. به دلیل رنگ پوستش، به «سیاه» ملقب شد، زیرا اصالت او احتمالاً به سرزمین‌های نوبه در جنوب مصر بازمی‌گردد. او زندگی خود را به عنوان دزد و راهزن آغاز کرد، سپس توبه نمود و راهب شد. زندگی او یکی از قدرتمندترین و مشهورترین داستان‌های توبه در تاریخ کلیسای قبطی محسوب می‌شود و به همین دلیل به او لقب «قدیّس قدرتمند» داده‌اند (نه تنها به دلیل قدرت بدنی، بلکه به دلیل قدرت توبه‌اش).

## اوان زندگی
اطلاعات کمی دربارهٔ دوران کودکی موسی سیاه وجود دارد، اما احتمالاً او بین سال‌های ۳۳۰ تا ۳۴۰ پس از میلاد متولد شده و اصالتش به نوبه (جنوبی‌ترین بخش مصر) بازمی‌گردد. او برده رئیس قبیله‌ای بود که خورشید را می‌پرستید (عبادتی رایج در مصر باستان). اما به دلیل شرارت‌های بی‌اندازه‌اش، اربابش او را به شدت مجازات کرد. موسی گریخت و شروع به انتقام از هر ارباب ثروتمندی کرد که او را رانده بود. او به غارت، سرقت و قتل مشغول شد و بدن عظیم و قدرتمندش در این راه به او کمک می‌کرد. گفته می‌شود که به دلیل همین قابلیت‌ها، او رئیس گروهی از راهزنان شد و چنان وحشتی ایجاد کرد که مردم او را شیطان سیاه لقب دادند.
پالادیوس، که زندگی‌نامه او را در میان زندگی‌نامه‌های پدران صحرا نوشت، می‌گوید: «آنچه از جوانی او می‌دانیم، چیزی برای تحسین ندارد.» به دلیل قدرت فراوانش، روایت شده است که روزی او قصد نزدیک شدن به گله گوسفندی را داشت، اما چوپان سگ‌هایش را به سمت موسی رها کرد. موسی خشمگین شد. بعداً چوپان و گله را در آن سوی رودخانه دید، با شمشیر در دهان به آب پرید. گفته می‌شود که او مسافتی معادل ۱۷۰۰ متر را شنا کرد. به محض اینکه چوپان او را دید، وحشت‌زده فرار کرد. انتقام موسی از چوپان به گوسفندان معطوف شد؛ او چهار گوسفند از بهترین‌ها را برای ذبح انتخاب کرد و همه را با خود برد و همان‌طور که آمده بود، بازگشت. در سوی دیگر رودخانه نشست و بهترین قسمت گوشت‌ها را خورد، سپس بقیه و پوست‌ها را فروخت تا شراب تهیه کند و تا روز بعد، وقتی به رفقایش بازگشت، از مستی بیدار نشد.

## ایمان آوردن به مسیحیت
موسی خورشیدپرست و عاشق قدرت بود. با مشاهده مداوم خورشید، این احساس در او پدید آمد که خورشید خدای ناقصی است، زیرا نیمی از روز غایب است و قدرت مطلق ندارد. پس شروع به صحبت با آن کرد و گفت: «ای خورشید، اگر تو خدا هستی، خود را به من بشناسان؛ و اگر نیستی،‌ای خدایی که نمی‌شناسمت، خودت را به من بشناسان…» بعداً صدایی شنید که به او گفت: «راهبان صحرای شیهیت خدا را می‌شناسند، نزد آنها برو تا تو را بشناسانند.» او بلافاصله برخاست، شمشیرش را برداشت و به صحرا رفت (گفته می‌شود که علاوه بر تعقیب و گریز توسط مقامات، به دلیل رؤیایی که دیده بود نیز منتقل شد).
در صحرای شیهیت (اسکیت)، با قدیس ایسیذورُس، کشیش قلایا، در حالی که از سلولش خارج می‌شد تا به کلیسا برود، برخورد کرد و از دیدن او وحشت‌زده شد. شیخ از او پرسید: «ای برادر، اینجا چه می‌خواهی؟» موسی پاسخ داد: «شنیده‌ام که تو بنده نیکوی خدایی، و به همین دلیل فرار کرده‌ام و نزد تو آمده‌ام تا خدایی که تو را نجات داده است، مرا نیز نجات دهد.» او با اصرار و خشوع از او خواست: «می‌خواهم با تو باشم، اگرچه گناهان بسیار و شرارت‌های عظیمی مرتکب شده‌ام.» ایسیذورُس شروع به پرسیدن دربارهٔ زندگی او کرد و موسی به تمام شرارت‌هایش اعتراف کرد. وقتی پدر ایسیذورُس صداقت او را دید، شروع به تعلیم و موعظه او دربارهٔ خدا کرد و از داوری آینده سخن گفت و او را به تأمل واگذاشت.
موسی شروع به ریختن اشک‌های فراوان کرد، زیرا از شرارت متنفر شده بود و تصمیم گرفت از آن خلاص شود. پشیمانی سوزانی وجودش را فرا گرفته بود و خوابش را مانند شبحی وحشتناک آشفته می‌کرد. او نزد پدر ایسیذورُس آمد، در مقابلش زانو زد و با صدایی بلند و در هم شکسته، همراه با اشک‌های فراوان، به شرارت‌ها و جنایاتش اعتراف کرد. ایسیذورُس او را نزد پدر مقاریوس برد که او را تحت مراقبت خود قرار داد و با ملایمت او را تعلیم و ارشاد کرد، سپس نعمت تعمید را به او بخشید و او را به پدر ایسیذورُس سپرد تا او را تعلیم دهد.

## راهب شدن
پس از مدتی، موسی از پدر ایسیذورُس خواست که راهب شود. ایسیذورُس مشکلات زندگی رهبانی را از نظر سختی‌های بیابان، مبارزات با شیاطین و نیازهای جسمانی برای او شرح داد و به او گفت: «پسرم، بهتر است به سرزمین مصر بروی و در آنجا زندگی کنی.» این کار برای آزمایش موسی بود، اما پس از اینکه پایداری و صداقت نیت او را دید، دوباره او را نزد قدیس مقاریوس بزرگ، پدر صحرا، فرستاد.
موسی آشکارا در کلیسا به تمام گناهان و زشتی‌های گذشته‌اش اعتراف کرد. قدیس مقاریوس در حین اعتراف، لوحی با نوشته‌ای سیاه می‌دید و هر بار که موسی به گناهی اعتراف می‌کرد، فرشته‌ای آن را پاک می‌کرد تا اینکه اعتراف به پایان رسید و لوح کاملاً سفید شد. پس از آن، پدر مقاریوس او را موعظه کرد و به کشیش ایسیذورُس بازگرداند که ردای رهبانیت را بر او پوشاند و توصیه کرد: «پسرم، در این صحرا بمان و از آن خارج نشو، زیرا در روزی که از آن خارج شوی، تمام شرارت‌ها به تو بازخواهند گشت؛ بنابراین، تمام عمرت را در آنجا بمان، و من ایمان دارم که خدا با تو رحمت و لطف خواهد کرد و شیطان را زیر پایت له خواهد کرد.»

## زندگی رهبانی
موسی در ابتدا با سایر راهبان در دیر زندگی می‌کرد، اما به دلیل کثرت بازدیدکنندگان، از پدر مقاریوس مکانی خلوت‌تر خواست. او را به یک سلول منفرد راهنمایی کرد و موسی در آنجا با مداومت در نماز، روزه و عبادت زندگی می‌کرد تا با هر فکر شیطانی یا وسوسه شهوانی که او را به ارتکاب شرارت بازمی‌گرداند، مبارزه کند.
یک بار، به دلیل شدت جنگ شهوات در درونش، بیرون رفت و این را به پدر ایسیذورُس اعلام کرد. ایسیذورُس او را برد و به پشت بام برد و به او گفت: «به مغرب نگاه کن.» موسی انبوهی بی‌شمار از شیاطین را دید که به شدت مضطرب بودند و برای جنگ آماده می‌شدند. پدر ایسیذورُس دوباره به او گفت: «به مشرق نگاه کن.» موسی نگاه کرد و انبوهی از فرشتگان قدیس و پرشکوه را دید. پدر ایسیذورُس گفت: «ببین، اینها کسانی هستند که خدا برای کمک به قدیسان می‌فرستد. اما آنهایی که در غرب هستند، کسانی هستند که با آنها مبارزه می‌کنند. پس کسانی که با ما هستند، تعدادشان بیشتر است.» بدین ترتیب، موسی خدا را شکر کرد و تشویق شد و به سلولش بازگشت.
بنا به توصیه پدر اعترافش، موسی سعی می‌کرد بدن قوی خود را با ایستادن در نماز، روزه و متانیات (سجده‌های طولانی) خسته کند. برای سرکوب جسمش، شب‌ها به سلول‌های راهبان پیر می‌رفت و کوزه‌هایشان را برمی‌داشت و پر از آب می‌کرد. شیطان از تلاش بی‌حد او خسته شد، یک بار در کنار چاه با او روبرو شد و ضربه دردناکی به او زد و او را ناتوان از حرکت رها کرد، تا اینکه برخی از برادران به چاه آمدند و او را به کلیسا نزد پدر ایسیذورُس بردند. او سه روز در کلیسا ماند تا اینکه قدرت حرکت خود را بازیافت.
یک بار چهار دزد به سلول او دستبرد زدند. او همه را بست و با خود به کلیسا آورد. وقتی دزدان فهمیدند که او همان موسی است که رئیس گروهی از دزدان بوده است، خواستند توبه کنند و راهب شوند. او با سخنان فراوان، دل‌هایشان را تکان داد و آنها را موعظه کرد.
به دلیل تلاش‌های بی‌اندازه‌اش، شیاطین با او مقابله کردند تا حدی که مرشدش، پدر ایسیذورُس، به او توصیه کرد که در اعمال زاهدانه خود اعتدال را رعایت کند تا مشکلات را برای خود ایجاد نکند، و از او خواست که کارش را به خدا بسپارد و او به تنهایی جنگ را از او دور خواهد کرد، تا فکر نکند که با کثرت اعمال زاهدانه شیاطین را شکست می‌دهد، بلکه با فروتنی و فقر روحانی، خدا به جای ما مبارزه می‌کند.

## کشیش شدن
به دلیل تلاش‌ها و فضایلش، خواستند او را کشیش کنند. وقتی پاتریارک خواست قبل از کشیش شدن او را امتحان کند، به کشیشان دستور داد که به محض ورود او به معبد، او را بیرون کنند و بگویند: «ای سیاه، از اینجا بیرون برو.» وقتی او را بیرون کردند، پاتریارک شماسی را دنبال او فرستاد و شنید که موسی به خودش می‌گوید: «آنها کاری را با تو کردند که سزاوار آن بودی، زیرا تو انسان نیستی و جرئت کردی با مردم معاشرت کنی. پس چرا با آنها می‌نشینی؟» او در شهر اسکندریه به دست پاپ تئوفیلوس، بیست و سومین پاتریارک، به کشیشی منصوب شد. صدایی شنیده شد که می‌گفت: «آکسیوس آکسیوس آکسیوس. شایسته، شایسته، شایسته.» و پس از اینکه ردای سفید را بر او پوشاندند، به او گفتند: «اکنون تو تماماً سفید شدی‌ای موسی.» اما او با فروتنی پاسخ داد و گفت: «کاش این از درون هم مانند بیرون باشد.»

## فضایل
موسی در انکار نفس زندگی می‌کرد، به طوری که حاکمی از فضایل او شنید و مشتاق شد که او را ببیند. وقتی موسی از این دیدار مطلع شد، فرار کرد و در حین فرار، با حاکم روبرو شد و حاکم از او دربارهٔ سلول پدر موسی پرسید. او گفت: «چه می‌خواهی از او بپرسی؟ او مردی پیر و نادرست است.» حاکم مضطرب شد و به دیر رفت و آنچه را که اتفاق افتاده بود به آنها گفت. وقتی از او دربارهٔ اوصاف آن شخص پرسیدند، معلوم شد که او خود پدر موسی بوده و این را به دلیل انکار نفس خود گفته است.
به دلیل عشق، فروتنی، تلاش و زهد شدیدش، از خدا موهبت انجام معجزات و عجایب را دریافت کرد.
دربارهٔ یکی از راهبان گفته شده است که در خطایی افتاد و مجمعی برای محاکمه او تشکیل شد و پدر موسی را دعوت کردند. اما او نخواست بیاید. کشیش نامه‌ای برای او فرستاد و گفت: «بیا‌ای موسی، مردم منتظر تو هستند.» وقتی اصرار کردند، برخاست و آمد در حالی که کیسه‌ای سوراخ شده پر از شن حمل می‌کرد. وقتی برادرانی که به استقبال او رفته بودند، او را دیدند، تعجب کردند و گفتند: «این چیست‌ای پدر ما؟» او پاسخ داد: «شما مرا دعوت می‌کنید تا برادر مرا در خطایش قضاوت کنم، و اینها گناهان من هستند که پشت سرم می‌دوند بدون اینکه آنها را ببینم یا حس کنم.» آنها از او خجالت کشیدند و برادر گناهکار را بخشیدند.
یک بار در اسکیت، دستوری مبنی بر روزه در آن هفته صادر شد. در همین حین، برخی از برادران از مصر به دیدار پدر موسی آمدند و او برای آنها غذا آماده کرد. وقتی برادران دود بلند شده را دیدند، به پدران گفتند: «ببینید، موسی روزه‌اش را شکسته و برای خودش غذا آماده کرده است.» اما آنها به آنها گفتند: «وقتی نزد ما بیاید، با او صحبت خواهیم کرد.» وقتی شنبه فرا رسید و پدران عمل نیکوی او را دیدند، در مقابل برادران به او گفتند: «ای پدر موسی، تو دستور مردم را نادیده گرفتی و دستور خدا (یعنی مهمان‌نوازی از غریبان) را رعایت کردی.»

## شهادت
در آن دوره، گروه‌هایی از بربرها شروع به حمله به صحرای شیهیت (اسکیت) برای غارت کردند و موسی در اولین این حملات، که در سال ۴۰۸ میلادی بود، کشته شد.
بربرها به دیر آمدند و موسی با روح، قبل از رسیدن آنها، از آمدنشان آگاه شد. او این را به هفت راهبی که با او بودند گفت و از آنها خواست که فرار کنند. وقتی از او پرسیدند و گفتند: «و تو‌ای پدر ما، فرار نمی‌کنی؟» گفت: «مدت‌هاست منتظر این روز هستم تا سخن یسوع مسیح محقق شود که هر که با شمشیر گیرد، با شمشیر کشته شود (متی ۲۶: ۵۲).» آنها به او گفتند: «ما نیز فرار نمی‌کنیم، بلکه با تو می‌میریم.» او به آنها گفت: «اینک بربرها به در نزدیک می‌شوند.» بربرها وارد شدند و آنها را کشتند، اما یکی از آنها ترسیده بود و به قلعه فرار کرد و هفت تاجی دید که از آسمان فرود آمد و بر سر آن هفت نفر قرار گرفت، پس او نیز پیش رفت تا شهادت دهد.
این واقعه در روز بیست و چهارم ماه بؤونه سال ۴۰۸ میلادی و در سن هفتاد و پنج سالگی او اتفاق افتاد.

## میراث
موسی توسط معاصران خود بسیار ستوده شد. در تاریخ کلیسایی قرن پنجم میلادی، که حدود ۷۰ سال پس از مرگ موسی نوشته شده است، هرمیاس سوزومن میراث موسی را چنین خلاصه می‌کند:
چنین تحول ناگهانی از فساد به فضیلت هرگز پیش از این دیده نشده بود، و نه چنین پیشرفت‌های سریعی در فلسفه رهبانی. از این رو خدا او را مایه وحشت شیاطین قرار داد و او به عنوان کشیش راهبان در اسکیت منصوب شد. پس از زندگی‌ای که به این شیوه گذراند، در سن هفتاد و پنج سالگی درگذشت و شاگردان برجسته بسیاری از خود به جای گذاشت.— سوزومن، در تاریخ کلیسایی، کتاب ششم، فصل بیست و نهم
تفسیر مدرن، موسی اتیوپیایی را به عنوان حواری عدم خشونت گرامی می‌دارد. آثار و زیارتگاه اصلی او امروزه در کلیسای مریم در صومعه پارومیوس، یک صومعه ارتدکس قبطی واقع در وادی النطرون مصر، یافت می‌شود.
او راهنمای روحانی بسیاری از راهبان جوان و بسیاری از مسیحیان در طول نسل‌ها بود.

## از سخنان او
- گناهی بدون آمرزش نیست مگر گناهی که بدون توبه باشد.
- قلبی سخت به برادر خود نداشته باش، زیرا همه ما مغلوب افکار شیطانی می‌شویم.
- کسی که خود را بی‌عیب می‌داند، تمام عیوب را در خود جای داده است.
- در هر لحظه توبه بطلب و حتی یک لحظه خود را به تنبلی رها نکن.
- همان‌طور که موریانه در چوب عمل می‌کند، رذیلت نیز در نفس عمل می‌کند.
- انسانی که زبان خود را حفظ نمی‌کند، مانند خانه‌ای بی‌در است.
- مساکین را دوست بدار تا به خاطر آنها در زمان سختی نجات یابی.
- چهار چیز نفس را حفظ می‌کند: رحمت برای همه مردم – ترک خشم – تحمل – بیرون آوردن گناه از قلب با ستایش.
- خواری و غم را به خاطر نام مسیح با فروتنی و قلبی فعال تحمل کن و ضعف خود را در برابر او بیان کن تا خداوند برای تو قوت باشد.
- اگر زنا برایت نیکو جلوه کرد، آن را با فروتنی بکش و به خدا پناه ببر تا آرامش یابی؛ و اگر با زیبایی جسمانی مورد وسوسه قرار گرفتی، بوی بد آن را پس از مرگ به یادآور تا آرامش یابی.
- هر روز خود را امتحان کن و در کدام مبارزات پیروز شدی، تأمل کن و به خودت اعتماد نکن، بلکه بگو: رحمت و یاری از جانب خداست. تا آخرین نفس زندگی‌ات فکر نکن که کاری از خیر را نیکو انجام داده‌ای.
- اگر انسان سرزنش و توبیخ را بپذیرد، این فروتنی را در او ایجاد می‌کند.
- فروتنی قلب بر تمام فضایل مقدم است و کبریا اساس تمام شرارت‌هاست.
- گوش خود را حفظ کن مبادا غمی در خود جمع کنی، چشمانت را حفظ کن مبادا قلبت پر از ارواح پنهان شود، زبانت را حفظ کن تا ترس خدا در قلبت ساکن شود.
- به هیچ‌کس آسیبی نرسان؛ هیچ فکر بدی در دلت نسبت به کسی نداشته باش؛ مردی را که شر می‌کند تحقیر مکن، به کسی که به همسایه خود ظلم می‌کند اعتماد مکن؛ با کسی که به همسایه خود آسیب می‌رساند شاد مباش. این همان معنی مردن برای همسایه است.
- وقتی کسی به خطاهای خودش مشغول است، خطاهای همسایه را نمی‌بیند.
- اگر اعمال انسان با دعای او همخوانی نداشته باشد، بیهوده زحمت می‌کشد.